# South African Open 1977
Il South African Open 1977 è stato un torneo di tennis giocato sul cemento. È stata la 1ª edizione del torneo che fa parte del Colgate-Palmolive Grand Prix 1977 e del WTA Tour 1977. Il torneo si è giocato a Johannesburg in Sudafrica dal 28 novembre al 4 dicembre 1977.

## Campioni

### Singolare maschile
Guillermo Vilas ha battuto in finale  Buster Mottram con il punteggio di 7–6 6–3 6–4

### Doppio maschile
Robert Lutz /  Stan Smith hanno battuto in finale  Peter Fleming /  Raymond Moore con il punteggio di 6–3, 7–5, 6–7, 7–6

### Singolare femminile
Linky Boshoff ha battuto in finale  Brigette Cuypers con il punteggio di 6–4, 6–1

### Doppio femminile
Linky Boshoff /  Ilana Kloss hanno battuto in finale  Brigette Cuypers /  Marise Kruger con il punteggio di 5–7, 6–3, 6–3